# Gerd Ludwig Will

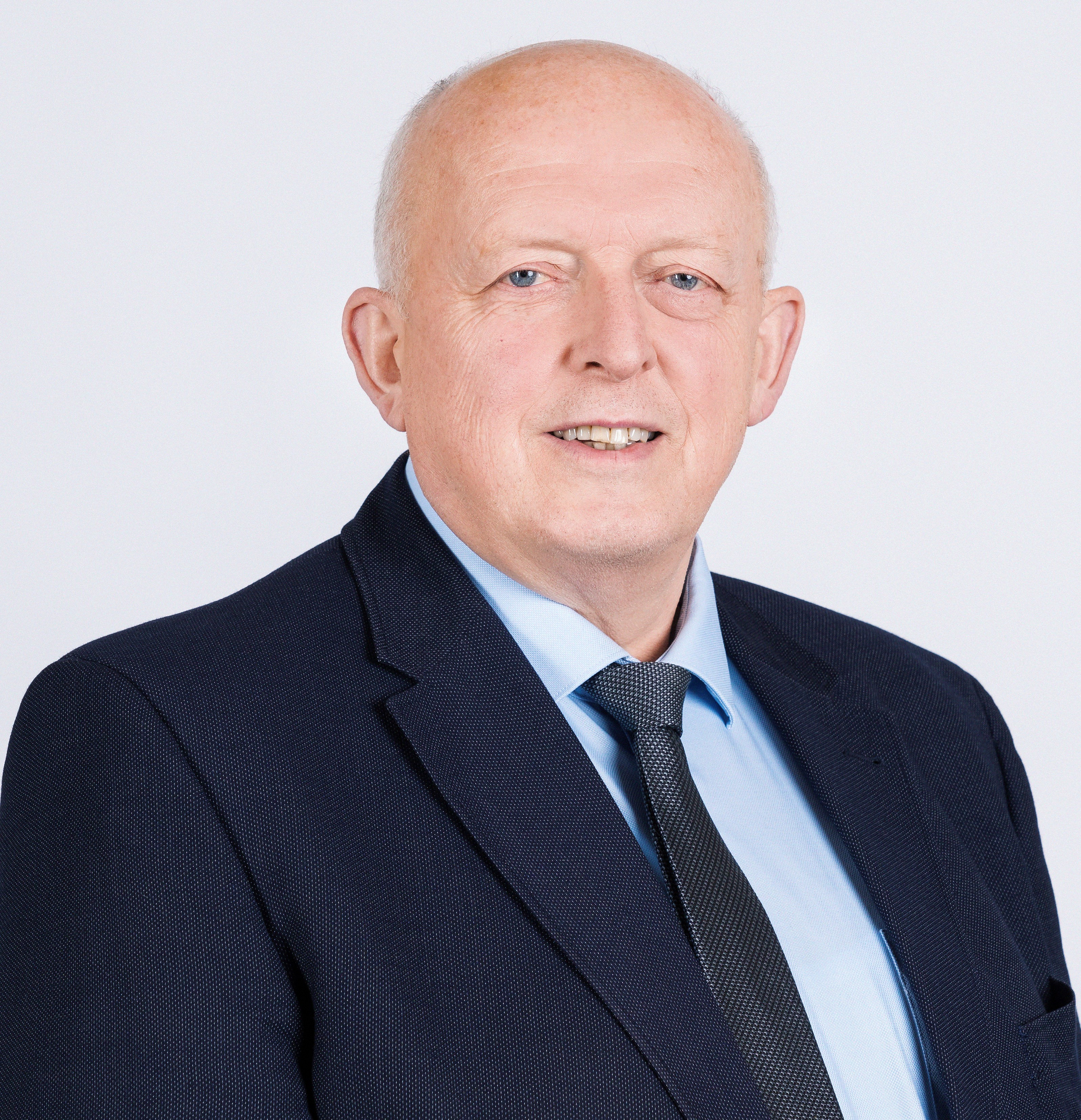
Gerd Ludwig Will, 2021

Gerd Ludwig Will (* 25. Dezember 1952 in Nordhorn) ist ein deutscher Politiker (SPD). Er war von 1996 bis 1998, von 2001 bis 2017 und von 2021 bis 2022 Abgeordneter des Niedersächsischen Landtags.

## Ausbildung und Beruf
Nach dem Realschulabschluss im Jahr 1971 machte Will eine Ausbildung zum Textilveredler und studierte anschließend Volkswirtschaftslehre in Hamburg. Seit 1979 ist er als Gewerkschaftssekretär der IG Metall tätig.

## Politik
Im Jahr 1971 trat Will in die SPD ein. Seit 1989 gehört er dem Vorstand des SPD-Bezirks Weser-Ems an, derzeit als einer von drei stellvertretenden Bezirksvorsitzenden. 1991 wurde er Ratsherr der Stadt Nordhorn und Kreistagsabgeordneter im Landkreis Grafschaft Bentheim. Dem Niedersächsischen Landtag gehörte er von 1996 bis 1998 und von 2001 bis 2017 an. Dort war er unter anderem stellvertretender Vorsitzender der SPD-Fraktion und deren Sprecher für Wirtschaft, Arbeit und Verkehr. Bei der Landtagswahl in Niedersachsen 2017 zog Will auf Listenplatz 19 zunächst nicht erneut in den Landtag ein. Er rückte jedoch am 9. November 2021 für Christos Pantazis in den Landtag nach. Bei der Landtagswahl 2022 trat er nicht erneut an.

## Privates
Will ist verheiratet, aus der Ehe gingen zwei Söhne hervor. Ein Sohn starb 2011 bei einem Verkehrsunfall.